# Alchemilla longiuscula
Alchemilla longiuscula é uma espécie de rosácea do gênero Alchemilla, pertencente à família Rosaceae.